# Hugues II de Champallement
Hugues de Champallement, dit le Grand, mort en mai 1065, est un prélat français du XIe siècle.

## Biographie

### Origines
Hugues est fils de Hugues, seigneur de la châtellenie de Champallement, qui porte le titre de vicomte de Nevers (1028). Ses frères sont Hugues, qui succède à leur père, Léon et Renaud. Selon Colas (2010), Geoffroy/Geoffroi, évêque d'Auxerre, pourrait être son frère.
Son neveu, le doyen Hugues, devient un de ses successeurs sur le siège de Nevers.

### Carrière
Hugues est pourvu d'un canonicat dans la cathédrale d'Auxerre et  est élu évêque  de Nevers en 1013.  En 1016, il donne à l'abbaye de Fleury-sur-Loire la terre de Saint-Cyr-les-Colons, près d'Auxerre.  
En 1032, il fond l'église de Vandenesse  et  approuve la fondation de l'église de Saint-Denys de Vergy. En 1045, il donne à saint Odilon, abbé de Cluny pour y établir la règle, le Prieuré Saint-Sauveur de Nevers fondé par  saint Jérôme  avec l'appui de Charlemagne. 
Accusé au concile de Reims en 1049, d'avoir obtenu a prix d'argent l'évêché de Nevers, Hugues avoue qu'en effet sa famille a dépensé à cet égard des sommes considérables,  mais il proteste que c'est à son insu, et, de lui-même, dépose sa crosse aux pieds de Léon IX qui préside le concile. Le pape  l'autorise à continuer ses fonctions.
À sa prière, Henri Ier permet à l'abbé Robert, fondateur de la Chaise-Dieu au diocèse de Clermont, d'ériger en 1052 ce monastère en abbaye. En 1053, Hugues II rétablit le prieuré Saint-Victor de Nevers.  En 1063, il accorde aux chanoines réguliers de Saint-Sylvestre l'ancien monastère de Saint-Étienne.
Hugues est  un des pères des conciles que tient en 1065 le pape  Alexandre II à Rome et meurt en chemin de retour.